# Coupe des États-Unis de soccer 2010
Navigation
Lamar Hunt U.S. Open Cup 2009 Lamar Hunt U.S. Open Cup 2011
La Coupe des États-Unis de soccer 2010 est la 97e édition de la Lamar Hunt US Open Cup, la plus ancienne des compétitions dans le soccer américain. C'est un système à élimination directe mettant aux prises des clubs de soccer amateurs, semi-pros et professionnels affiliés à la Fédération des États-Unis de soccer, qui l'organise conjointement avec les ligues locales.
La finale se tient le 5 octobre 2010, après cinq autres tours à élimination directe dans la phase finale mettant aux prises des clubs amateurs et professionnels. Les Harrisburg City Islanders sont la seule équipe à triompher contre une franchise de MLS. Les vainqueurs, les Seattle Sounders FC, remportent leur second trophée dans cette compétition après l'édition 2009 ainsi qu'une place en Ligue des champions de la CONCACAF 2011-2012.

## Calendrier
| Tour | Nom              | Dates retenues | Équipes participantes | Équipes gagnantes |
| Entrée de 9 équipes de USASA, 8 équipes de PDL, 6 équipes de USL Second Division et de 9 équipes de USSF D2 Pro League |                  |                |                       |                   |
| 1 | Premier tour     | 15 juin        | 32                    | 16                |
| 2 | Deuxième tour    | 22 juin        | 16                    | 8                 |
| Entrée de 8 équipes de MLS                                                                                             |                  |                |                       |                   |
| 3 | Troisième tour   | 29-30 juin     | 16                    | 8                 |
| 5 | Quarts de finale | 6-7-21 juillet | 8                     | 4                 |
| 6 | Demi-finales     | 1er septembre  | 4                     | 2                 |
| 7 | Finale           | 5 octobre      | 2                     | 1                 |

## Participants
| Entre au premier tour | Entre au premier tour | Entre au premier tour | Entre au premier tour | Entre au troisième tour |
| USASA/PDL/USL-2/USSF D2 Pro League 9 équipes/8 équipes/6 équipes/9 équipes | USASA/PDL/USL-2/USSF D2 Pro League 9 équipes/8 équipes/6 équipes/9 équipes | USASA/PDL/USL-2/USSF D2 Pro League 9 équipes/8 équipes/6 équipes/9 équipes                                                                                   | USASA/PDL/USL-2/USSF D2 Pro League 9 équipes/8 équipes/6 équipes/9 équipes | MLS 8 équipes |
| USASA - Arizona Sahuaros - Bay Area Ambassadors - Brooklyn Italians - CASL Elite - Detroit United - KC Athletics - Legends FC - New York Pancyprian-Freedoms - Sonoma County Sol | Premier Development League - Central Florida Kraze - Dayton Dutch Lions - Des Moines Menace - DFW Tornados - Kitsap Pumas - Long Island Rough Riders - Reading United - Ventura County Fusion | USL Second Division - Charleston Battery - Charlotte Eagles - Harrisburg City Islanders - Pittsburgh Riverhounds - Real Maryland Monarchs - Richmond Kickers | USSF D2 Pro League - Austin Aztex FC - Carolina RailHawks - Crystal Palace Baltimore - Miami FC - NSC Minnesota Stars - Portland Timbers - Rochester Rhinos - AC St. Louis - FC Tampa Bay | Major League Soccer - Chicago Fire - Chivas USA - Columbus Crew - DC United - Houston Dynamo - Los Angeles Galaxy - Seattle Sounders FC - New York Red Bulls |

Légende :

Major League Soccer (MLS) : Championnat de première division.

USSF D2 Pro League (USSF D2): Championnat de deuxième division organisé par la United Soccer Leagues (USL).

USL Second Division (USL-2): Championnat de troisième division organisé par la United Soccer Leagues (USL).

Premier Development League (PDL) : Championnat de quatrième division organisé par la United Soccer Leagues (USL).

United States Adult Soccer Association (USASA) : Organisateur des championnats de divisions inférieures.

### Participants de la MLS
Le Toronto FC étant une franchise canadienne, elle ne dispute pas la Coupe des États-Unis de soccer. Le Philadelphia Union, nouvel arrivant en MLS entre en barrage du tour préliminaire.
| Rang | Équipe                               | Pts | J  | G  | N  | P  | Bp | Bc | Diff |
| ---- | ------------------------------------ | --- | -- | -- | -- | -- | -- | -- | ---- |
| 1    | Crew de Columbus                     | 49  | 30 | 13 | 10 | 7  | 41 | 31 | +10  |
| 2    | Galaxy de Los Angeles                | 48  | 30 | 12 | 12 | 6  | 36 | 31 | +5   |
| 3    | Dynamo de Houston                    | 48  | 30 | 13 | 9  | 8  | 39 | 29 | +10  |
| 4    | Sounders FC de Seattle C             | 47  | 30 | 12 | 11 | 7  | 38 | 29 | +9   |
| 5    | Fire de Chicago                      | 45  | 30 | 11 | 12 | 7  | 39 | 34 | +5   |
| 6    | CD Chivas USA                        | 45  | 30 | 13 | 6  | 11 | 34 | 31 | +3   |
| 7    | Revolution de la Nouvelle-Angleterre | 42  | 30 | 11 | 9  | 10 | 33 | 37 | -4   |
| 8    | Real Salt Lake                       | 40  | 30 | 11 | 7  | 12 | 43 | 35 | +8   |
| 9    | Rapids du Colorado                   | 40  | 30 | 10 | 10 | 10 | 42 | 38 | +4   |
| 10   | D.C. United                          | 40  | 30 | 9  | 13 | 8  | 43 | 44 | -1   |
| 11   | FC Dallas                            | 39  | 30 | 11 | 6  | 13 | 50 | 46 | +4   |
| 12   | Toronto FC                           | 39  | 30 | 10 | 9  | 11 | 37 | 46 | -9   |
| 13   | Wizards de Kansas City               | 33  | 30 | 8  | 9  | 14 | 33 | 42 | -9   |
| 14   | Earthquakes de San José              | 30  | 30 | 7  | 9  | 14 | 36 | 50 | -14  |
| 15   | Red Bulls de New York                | 21  | 30 | 5  | 6  | 19 | 27 | 47 | -20  |

- Qualification pour le troisième tour de la Coupe des États-Unis de soccer 2010
- Qualification pour les demi-finales du tour préliminaire de la Coupe des États-Unis de soccer 2010
- Qualification pour le barrage du tour préliminaire de la Coupe des États-Unis de soccer 2010

C : Vainqueur de la Coupe des États-Unis de soccer 2009

#### Tableau
|  | Tour préliminaire |                    |   |
|  |                   |                    |   |
|  | 15                | New York Red Bulls | 2 |
|  | 0                 | Philadelphia Union | 1 |

#### Tableau final
|  | Quarts de finale                                       | Quarts de finale                      |                                         |   | Demi-finales                          | Demi-finales                          |  |  | Finale             | Finale             |
|  | Quarts de finale                                       | Quarts de finale                      |                                         |   | Demi-finales                          | Demi-finales                          |  |  | Finale             | Finale             |
|  |                                                        |                                       |                                         |   |                                       |                                       |  |  |                    |                    |
|  | 12 mai 2010, Red Bull Arena, Harrison                  | 12 mai 2010, Red Bull Arena, Harrison |                                         |   | 26 mai 2010, Red Bull Arena, Harrison | 26 mai 2010, Red Bull Arena, Harrison |  |  | Équipes qualifiées | Équipes qualifiées |
|  | 12 mai 2010, Red Bull Arena, Harrison                  | 12 mai 2010, Red Bull Arena, Harrison |                                         |   | 26 mai 2010, Red Bull Arena, Harrison | 26 mai 2010, Red Bull Arena, Harrison |  |  | Équipes qualifiées | Équipes qualifiées |
|  | (8) New York Red Bulls                                 | 3                                     |                                         |   | 26 mai 2010, Red Bull Arena, Harrison | 26 mai 2010, Red Bull Arena, Harrison |  |  | Équipes qualifiées | Équipes qualifiées |
|  | (8) New York Red Bulls                                 | 3                                     |                                         |   | 26 mai 2010, Red Bull Arena, Harrison | 26 mai 2010, Red Bull Arena, Harrison |  |  | Équipes qualifiées | Équipes qualifiées |
|  | (1) New England Revolution                             | 0                                     |                                         |   | 26 mai 2010, Red Bull Arena, Harrison | 26 mai 2010, Red Bull Arena, Harrison |  |  | Équipes qualifiées | Équipes qualifiées |
|  | (1) New England Revolution                             | 0                                     | (8) New York Red Bulls                  | 3 |                                       |                                       |  |  | Équipes qualifiées | Équipes qualifiées |
|  | 14 avril 2010, Stanley H. Durwood Stadium, Kansas City |                                       | (8) New York Red Bulls                  | 3 |                                       |                                       |  |  | Équipes qualifiées | Équipes qualifiées |
|  |                                                        | (3) Colorado Rapids                   | 0                                       |   |                                       |                                       |  |  | Équipes qualifiées | Équipes qualifiées |
|  | (6) Kansas City Wizards                                | (3) Colorado Rapids                   | 0                                       | 1 |                                       |                                       |  |  | Équipes qualifiées | Équipes qualifiées |
|  | (6) Kansas City Wizards                                |                                       |                                         | 1 |                                       |                                       |  |  | Équipes qualifiées | Équipes qualifiées |
|  | (3) Colorado Rapids                                    | 2                                     |                                         |   |                                       |                                       |  |  | Équipes qualifiées | Équipes qualifiées |
|  | (3) Colorado Rapids                                    | 2                                     | (8) New York Red Bulls                  |   |                                       |                                       |  |  |                    |                    |
|  | 14 avril 2010, Buck Shaw Stadium, San Clara            |                                       |                                         |   |                                       |                                       |  |  |                    |                    |
|  |                                                        | (4) DC United                         |                                         |   |                                       |                                       |  |  |                    |                    |
|  | (7) San Jose Earthquakes                               | 3 (3)                                 |                                         |   |                                       |                                       |  |  |                    |                    |
|  | (7) San Jose Earthquakes                               | 3 (3)                                 | 2 juin 2010, RFK Stadium, Washington DC |   |                                       |                                       |  |  |                    |                    |
|  | (2) Real Salt Lake t.a.b                               | 3 (5)                                 |                                         |   |                                       |                                       |  |  |                    |                    |
|  | (2) Real Salt Lake t.a.b                               | 3 (5)                                 | (2) Real Salt Lake                      | 1 |                                       |                                       |  |  |                    |                    |
|  | 28 avril 2010, RFK Stadium, Washington DC              |                                       | (2) Real Salt Lake                      | 1 |                                       |                                       |  |  |                    |                    |
|  |                                                        | (4) DC United a. p.                   | 2                                       |   |                                       |                                       |  |  |                    |                    |
|  | (4) D.C. United                                        | (4) DC United a. p.                   | 2                                       | 4 |                                       |                                       |  |  |                    |                    |
|  | (4) D.C. United                                        |                                       |                                         | 4 |                                       |                                       |  |  |                    |                    |
|  | (5) FC Dallas                                          | 2                                     |                                         |   |                                       |                                       |  |  |                    |                    |
|  | (5) FC Dallas                                          | 2                                     |                                         |   |                                       |                                       |  |  |                    |                    |

#### Résultats

##### Tour préliminaire
| 27 avril 2010 | New York Red Bulls    | 2 - 1   | Philadelphia Union |                                                                        |                                                                        |
| 20h00 UTC-5   | Chinn 16e · Chinn 41e | (2 - 0) | 68e Le Toux        | Red Bull Arena, Harrison Spectateurs : 3 015 Arbitrage : Andrew Chapin | Red Bull Arena, Harrison Spectateurs : 3 015 Arbitrage : Andrew Chapin |
| 20h00 UTC-5   | Rapport               |         |                    | Red Bull Arena, Harrison Spectateurs : 3 015 Arbitrage : Andrew Chapin | Red Bull Arena, Harrison Spectateurs : 3 015 Arbitrage : Andrew Chapin |

##### Demi-finales de qualification
| 14 avril 2010 | San Jose Earthquakes                    | 3 - 3 3 - 5 t. a. b. | Real Salt Lake                                     |                                                                                   |                                                                                   |
| 19h00 UTC-6   | Leitch 68e · Alvarez 88e · Burling 108e | (0 - 1)              | 7e Findley · 60e González · 117e Borchers          | Buck Shaw Stadium, Santa Clara Spectateurs : 2 718 Arbitrage : Alejandro Mariscal | Buck Shaw Stadium, Santa Clara Spectateurs : 2 718 Arbitrage : Alejandro Mariscal |
| 19h00 UTC-6   | Rapport                                 |                      |                                                    | Buck Shaw Stadium, Santa Clara Spectateurs : 2 718 Arbitrage : Alejandro Mariscal | Buck Shaw Stadium, Santa Clara Spectateurs : 2 718 Arbitrage : Alejandro Mariscal |
| 19h00 UTC-6   | Alvarez · Gjertsen · McDonald · Sánchez | Tirs au but 3 - 5    | Johnson · Beckerman · Findley · Russell · Williams | Buck Shaw Stadium, Santa Clara Spectateurs : 2 718 Arbitrage : Alejandro Mariscal | Buck Shaw Stadium, Santa Clara Spectateurs : 2 718 Arbitrage : Alejandro Mariscal |

| 14 avril 2010 | Kansas City Wizards       | 1 - 2   | Colorado Rapids |                                                                                    |                                                                                    |
| 19h30 UTC-7   | Bunbury 24e · Bunbury 80e | (1 - 1) | 4e Thompson     | Stanley H. Durwood Stadium, Kansas City Spectateurs : 1 226 Arbitrage : Tony Russo | Stanley H. Durwood Stadium, Kansas City Spectateurs : 1 226 Arbitrage : Tony Russo |
| 19h30 UTC-7   | Rapport                   |         |                 | Stanley H. Durwood Stadium, Kansas City Spectateurs : 1 226 Arbitrage : Tony Russo | Stanley H. Durwood Stadium, Kansas City Spectateurs : 1 226 Arbitrage : Tony Russo |

| 28 avril 2010 | DC United                                             | 4 - 2   | FC Dallas                       |                                                                        |                                                                        |
| 19h30 UTC-5   | Cristman 4e · Castillo 39e · Najar 51e · Cristman 59e | (2 - 0) | 52e Guarda · 57e (pen.) McCarty | RFK Stadium, Washington DC Spectateurs : 2 804 Arbitrage : Chris Penso | RFK Stadium, Washington DC Spectateurs : 2 804 Arbitrage : Chris Penso |
| 19h30 UTC-5   | Rapport                                               |         |                                 | RFK Stadium, Washington DC Spectateurs : 2 804 Arbitrage : Chris Penso | RFK Stadium, Washington DC Spectateurs : 2 804 Arbitrage : Chris Penso |

| 12 mai 2010 | New York Red Bulls                             | 3 - 0   | New England Revolution |                                                                      |                                                                      |
| 20h00 UTC-5 | Wolyniec 36e · Ubiparipović 62e · Wolyniec 64e | (1 - 0) |                        | Red Bull Arena, Harrison Spectateurs : 1 935 Arbitrage : Shane Moody | Red Bull Arena, Harrison Spectateurs : 1 935 Arbitrage : Shane Moody |
| 20h00 UTC-5 | Rapport                                        |         |                        | Red Bull Arena, Harrison Spectateurs : 1 935 Arbitrage : Shane Moody | Red Bull Arena, Harrison Spectateurs : 1 935 Arbitrage : Shane Moody |

##### Finales de qualification
| 26 mai 2010 | New York Red Bulls                      | 3 - 0   | Colorado Rapids |                                                                       |                                                                       |
| 20h00 UTC-5 | Wolyniec 11e · Wolyniec 43e · Chinn 56e | (2 - 0) | 86e Earls       | Red Bull Arena, Harrison Spectateurs : 2 637 Arbitrage : Niko Bratsis | Red Bull Arena, Harrison Spectateurs : 2 637 Arbitrage : Niko Bratsis |
| 20h00 UTC-5 | Rapport                                 |         |                 | Red Bull Arena, Harrison Spectateurs : 2 637 Arbitrage : Niko Bratsis | Red Bull Arena, Harrison Spectateurs : 2 637 Arbitrage : Niko Bratsis |

| 25 mai 2010 | DC United                                     | 2 - 1 a. p. | Real Salt Lake     |                                                                          |                                                                          |
| 19h30 UTC-5 | Emilio 75e (pen.) · Najar 107e · James 120+2e | (0 - 0)     | 81e (pen.) Johnson | RFK Stadium, Washington DC Spectateurs : 3 074 Arbitrage : Mark Kadlecik | RFK Stadium, Washington DC Spectateurs : 3 074 Arbitrage : Mark Kadlecik |
| 19h30 UTC-5 | Rapport                                       |             |                    | RFK Stadium, Washington DC Spectateurs : 3 074 Arbitrage : Mark Kadlecik | RFK Stadium, Washington DC Spectateurs : 3 074 Arbitrage : Mark Kadlecik |

## Résultats

### Premier tour
| Date    | Division  | Club                      | Score            | Club                     | Division  |
| ------- | --------- | ------------------------- | ---------------- | ------------------------ | --------- |
| 15 juin | (USL-2)   | Harrisburg City Islanders | 4-2 a. p.        | Brooklyn Italians        | (USASA)   |
| 15 juin | (USL-2)   | Richmond Kickers          | 1-0 a. p.        | Crystal Palace Baltimore | (USSF D2) |
| 15 juin | (USL-2)   | Pittsburgh Riverhounds    | 2-0              | Detroit United           | (USASA)   |
| 15 juin | (USSF D2) | Rochester Rhinos          | 2-0              | Dayton Dutch Lions       | (PDL)     |
| 15 juin | (USSF D2) | Carolina RailHawks        | 1-0              | Charlotte Eagles         | (USL-2)   |
| 15 juin | (PDL)     | Long Island Rough Riders  | 2-0              | NY Pancyprian-Freedoms   | (USASA)   |
| 15 juin | (PDL)     | Reading United            | 1-2 a. p.        | Real Maryland Monarchs   | (USL-2)   |
| 15 juin | (USL-2)   | Charleston Battery        | 4-2              | CASL Elite               | (USASA)   |
| 15 juin | (USSF D2) | Miami FC                  | 5-1 a. p.        | Central Florida Kraze    | (PDL)     |
| 15 juin | (USSF D2) | NSC Minnesota Stars       | 4-2              | KC Athletics             | (USASA)   |
| 15 juin | (PDL)     | Des Moines Menace         | 0-1              | AC St. Louis             | (USSF D2) |
| 15 juin | (USSF D2) | Austin Aztex FC           | 3-0              | DFW Tornados             | (PDL)     |
| 15 juin | (USASA)   | Legends FC                | 0-3              | FC Tampa Bay             | (USSF D2) |
| 15 juin | (USSF D2) | Portland Timbers          | 3-0              | Sonoma County Sol        | (USASA)   |
| 15 juin | (PDL)     | Kitsap Pumas              | 4-2 b.e.o.       | Bay Area Ambassadors     | (USASA)   |
| 15 juin | (PDL)     | Ventura County Fusion     | 1-1 (2-4 t.a.b.) | Arizona Sahuaros         | (USASA)   |

### Deuxième tour
| Date    | Division  | Club                      | Score     | Club                     | Division  |
| ------- | --------- | ------------------------- | --------- | ------------------------ | --------- |
| 22 juin | (USL-2)   | Harrisburg City Islanders | 1-0       | Long Island Rough Riders | (PDL)     |
| 22 juin | (USL-2)   | Richmond Kickers          | 3-1       | Real Maryland Monarchs   | (USL-2)   |
| 22 juin | (USSF D2) | Rochester Rhinos          | 3-0       | Pittsburgh Riverhounds   | (USL-2)   |
| 22 juin | (USL-2)   | Charleston Battery        | 2-1       | Carolina RailHawks       | (USSF D2) |
| 22 juin | (USSF D2) | Miami FC                  | 2-1 a. p. | FC Tampa Bay             | (USSF D2) |
| 22 juin | (USSF D2) | NSC Minnesota Stars       | 0-1       | AC St. Louis             | (USSF D2) |
| 22 juin | (USSF D2) | Austin Aztex FC           | 3-1       | Arizona Sahuaros         | (USASA)   |
| 22 juin | (PDL)     | Kitsap Pumas              | 1-4       | Portland Timbers         | (USSF D2) |

### Troisième tour
| Date    | Division  | Club                      | Score            | Club                | Division  |
| ------- | --------- | ------------------------- | ---------------- | ------------------- | --------- |
| 29 juin | (USL-2)   | Harrisburg City Islanders | 1-0 a. p.        | New York Red Bulls  | (MLS)     |
| 29 juin | (MLS)     | Columbus Crew             | 2-1              | Rochester Rhinos    | (USSF D2) |
| 29 juin | (USL-2)   | Charleston Battery        | 0-0 (3-0 t.a.b.) | Chicago Fire        | (MLS)     |
| 29 juin | (MLS)     | Houston Dynamo            | 1-0              | Miami FC            | (USSF D2) |
| 29 juin | (MLS)     | Los Angeles Galaxy        | 2-0              | AC St. Louis        | (USSF D2) |
| 29 juin | (MLS)     | Chivas USA                | 1-0              | Austin Aztex FC     | (USSF D2) |
| 29 juin | (MLS)     | DC United                 | 2-0              | Richmond Kickers    | (USL-2)   |
| 29 juin | (USSF D2) | Portland Timbers          | 1-1 (3-4 t.a.b.) | Seattle Sounders FC | (MLS)     |

### Quarts de finale
| 6 juillet 2010 | Columbus Crew                                 | 3 - 0 | Charleston Battery |                                                                                       |                                                                                       |
|                | Rentería 38e (pen.) · Lenhart 70e · Gaven 87e |       |                    | Columbus Crew Stadium, Columbus, Ohio Spectateurs : 1 847 Arbitrage : Hilario Grajeda | Columbus Crew Stadium, Columbus, Ohio Spectateurs : 1 847 Arbitrage : Hilario Grajeda |
|                | Rapport                                       |       |                    | Columbus Crew Stadium, Columbus, Ohio Spectateurs : 1 847 Arbitrage : Hilario Grajeda | Columbus Crew Stadium, Columbus, Ohio Spectateurs : 1 847 Arbitrage : Hilario Grajeda |

| 6 juillet 2010 | Houston Dynamo | 1 - 3 | Chivas USA                       |                                                   |                                                   |
|                | Oduro 86e      |       | 5e Braun · 65e Lahoud · 5e Braun | Spectateurs : 1 097 Arbitrage : Daniel Fitzgerald | Spectateurs : 1 097 Arbitrage : Daniel Fitzgerald |
|                | Rapport        |       |                                  | Spectateurs : 1 097 Arbitrage : Daniel Fitzgerald | Spectateurs : 1 097 Arbitrage : Daniel Fitzgerald |

| 7 juillet 2010 | Seattle Sounders FC   | 2 - 0 | Los Angeles Galaxy |                                                                                           |                                                                                           |
|                | Jaqua 50e · Jaqua 62e |       | 90+4e Ruiz         | Starfire Sports Complex, Tukwila, Washington Spectateurs : 4 512 Arbitrage : Jair Marrufo | Starfire Sports Complex, Tukwila, Washington Spectateurs : 4 512 Arbitrage : Jair Marrufo |
|                | Rapport               |       |                    | Starfire Sports Complex, Tukwila, Washington Spectateurs : 4 512 Arbitrage : Jair Marrufo | Starfire Sports Complex, Tukwila, Washington Spectateurs : 4 512 Arbitrage : Jair Marrufo |

| 21 juillet 2010 | DC United                  | 2 - 0 | Harrisburg City Islanders |                                                                                           |                                                                                           |
|                 | Bošković 1re · Khumalo 47e |       | 75e Ruthven               | Maryland SoccerPlex, Germantown, Maryland Spectateurs : 2 089 Arbitrage : Hilario Grajeda | Maryland SoccerPlex, Germantown, Maryland Spectateurs : 2 089 Arbitrage : Hilario Grajeda |
|                 | Rapport                    |       |                           | Maryland SoccerPlex, Germantown, Maryland Spectateurs : 2 089 Arbitrage : Hilario Grajeda | Maryland SoccerPlex, Germantown, Maryland Spectateurs : 2 089 Arbitrage : Hilario Grajeda |

### Demi-finale
| 1er septembre 2010 | DC United                            | 1 – 2 a. p. | Columbus Crew                  |                                                                        |                                                                        |
|                    | Hernández 13e (pen.) · Hernández 59e |             | 89e Iro · 98e (pen.) Schelotto | RFK Stadium, Washington DC Spectateurs : 3 411 Arbitrage : Chris Penso | RFK Stadium, Washington DC Spectateurs : 3 411 Arbitrage : Chris Penso |
|                    | Rapport                              |             |                                | RFK Stadium, Washington DC Spectateurs : 3 411 Arbitrage : Chris Penso | RFK Stadium, Washington DC Spectateurs : 3 411 Arbitrage : Chris Penso |

| 1er septembre 2010 | Seattle Sounders FC                 | 3 – 1 | Chivas USA  | | |
|                    | Jaqua 10e · Montero 59e · Jaqua 92e |       | 66e Padilla | Starfire Sports Complex, Tukwila, État de Washington Spectateurs : 4 547 Arbitrage : Ricardo Salazar | Starfire Sports Complex, Tukwila, État de Washington Spectateurs : 4 547 Arbitrage : Ricardo Salazar |
|                    | Rapport                             |       |             | Starfire Sports Complex, Tukwila, État de Washington Spectateurs : 4 547 Arbitrage : Ricardo Salazar | Starfire Sports Complex, Tukwila, État de Washington Spectateurs : 4 547 Arbitrage : Ricardo Salazar |

### Finale
| 5 octobre 2010 | Seattle Sounders FC                                          | 2 - 1 | Columbus Crew                               |                                                                                   |                                                                                   |
|                | Burns 24e · Francis 28e · Carroll 41e · Barros Schelotto 87e |       | 23e Riley · 38e 66e 76e Nyassi · 72e Alonso | Qwest Field, Seattle, Washington Spectateurs : 31 311 Arbitrage : Michael Kennedy | Qwest Field, Seattle, Washington Spectateurs : 31 311 Arbitrage : Michael Kennedy |
|                | Rapport                                                      |       |                                             | Qwest Field, Seattle, Washington Spectateurs : 31 311 Arbitrage : Michael Kennedy | Qwest Field, Seattle, Washington Spectateurs : 31 311 Arbitrage : Michael Kennedy |

| Vainqueur de l'US Open Cup 2010 Seattle Sounders FC 2e titre |

## Tableau final
|  | Quarts de finale          | Quarts de finale                               |                     |   | Demi-finales                                         | Demi-finales                                         |  |  | Finale                                           | Finale                                           |
|  | Quarts de finale          | Quarts de finale                               |                     |   | Demi-finales                                         | Demi-finales                                         |  |  | Finale                                           | Finale                                           |
|  |                           |                                                |                     |   |                                                      |                                                      |  |  |                                                  |                                                  |
|  | 7 juillet 2010            | 7 juillet 2010                                 |                     |   | 1er septembre 2010, Starfire Sports Complex, Tukwila | 1er septembre 2010, Starfire Sports Complex, Tukwila |  |  | 5 octobre 2010, Starfire Sports Complex, Tukwila | 5 octobre 2010, Starfire Sports Complex, Tukwila |
|  | 7 juillet 2010            | 7 juillet 2010                                 |                     |   | 1er septembre 2010, Starfire Sports Complex, Tukwila | 1er septembre 2010, Starfire Sports Complex, Tukwila |  |  | 5 octobre 2010, Starfire Sports Complex, Tukwila | 5 octobre 2010, Starfire Sports Complex, Tukwila |
|  | Seattle Sounders FC       | 2                                              |                     |   | 1er septembre 2010, Starfire Sports Complex, Tukwila | 1er septembre 2010, Starfire Sports Complex, Tukwila |  |  | 5 octobre 2010, Starfire Sports Complex, Tukwila | 5 octobre 2010, Starfire Sports Complex, Tukwila |
|  | Seattle Sounders FC       | 2                                              |                     |   | 1er septembre 2010, Starfire Sports Complex, Tukwila | 1er septembre 2010, Starfire Sports Complex, Tukwila |  |  | 5 octobre 2010, Starfire Sports Complex, Tukwila | 5 octobre 2010, Starfire Sports Complex, Tukwila |
|  | Los Angeles Galaxy        | 0                                              |                     |   | 1er septembre 2010, Starfire Sports Complex, Tukwila | 1er septembre 2010, Starfire Sports Complex, Tukwila |  |  | 5 octobre 2010, Starfire Sports Complex, Tukwila | 5 octobre 2010, Starfire Sports Complex, Tukwila |
|  | Los Angeles Galaxy        | 0                                              | Seattle Sounders FC | 3 |                                                      |                                                      |  |  | 5 octobre 2010, Starfire Sports Complex, Tukwila | 5 octobre 2010, Starfire Sports Complex, Tukwila |
|  | 6 juillet 2010            |                                                | Seattle Sounders FC | 3 |                                                      |                                                      |  |  | 5 octobre 2010, Starfire Sports Complex, Tukwila | 5 octobre 2010, Starfire Sports Complex, Tukwila |
|  |                           | Chivas USA                                     | 1                   |   |                                                      |                                                      |  |  | 5 octobre 2010, Starfire Sports Complex, Tukwila | 5 octobre 2010, Starfire Sports Complex, Tukwila |
|  | Houston Dynamo            | Chivas USA                                     | 1                   | 1 |                                                      |                                                      |  |  | 5 octobre 2010, Starfire Sports Complex, Tukwila | 5 octobre 2010, Starfire Sports Complex, Tukwila |
|  | Houston Dynamo            |                                                |                     | 1 |                                                      |                                                      |  |  | 5 octobre 2010, Starfire Sports Complex, Tukwila | 5 octobre 2010, Starfire Sports Complex, Tukwila |
|  | Chivas USA                | 3                                              |                     |   |                                                      |                                                      |  |  | 5 octobre 2010, Starfire Sports Complex, Tukwila | 5 octobre 2010, Starfire Sports Complex, Tukwila |
|  | Chivas USA                | 3                                              | Seattle Sounders FC | 2 |                                                      |                                                      |  |  |                                                  |                                                  |
|  | 21 juillet 2010           |                                                | Seattle Sounders FC | 2 |                                                      |                                                      |  |  |                                                  |                                                  |
|  |                           | Columbus Crew                                  | 1                   |   |                                                      |                                                      |  |  |                                                  |                                                  |
|  | DC United                 | Columbus Crew                                  | 1                   | 2 |                                                      |                                                      |  |  |                                                  |                                                  |
|  | DC United                 | 1er septembre 2010, RFK Stadium, Washington DC |                     | 2 |                                                      |                                                      |  |  |                                                  |                                                  |
|  | Harrisburg City Islanders | 0                                              |                     |   |                                                      |                                                      |  |  |                                                  |                                                  |
|  | Harrisburg City Islanders | 0                                              | DC United           | 1 |                                                      |                                                      |  |  |                                                  |                                                  |
|  | 6 juillet 2010            |                                                | DC United           | 1 |                                                      |                                                      |  |  |                                                  |                                                  |
|  |                           | Columbus Crew                                  | 2 a. p.             |   |                                                      |                                                      |  |  |                                                  |                                                  |
|  | Columbus Crew             | Columbus Crew                                  | 2 a. p.             | 3 |                                                      |                                                      |  |  |                                                  |                                                  |
|  | Columbus Crew             |                                                |                     | 3 |                                                      |                                                      |  |  |                                                  |                                                  |
|  | Charleston Battery        | 0                                              |                     |   |                                                      |                                                      |  |  |                                                  |                                                  |
|  | Charleston Battery        | 0                                              |                     |   |                                                      |                                                      |  |  |                                                  |                                                  |

### Nombre d'équipes par division et par tour
| Divisions / Manches    | Premier tour  | Deuxième tour | Troisième tour | Quarts de finale | Demi- finales | Finale |        |
| ---------------------- | ------------- | ------------- | -------------- | ---------------- | ------------- | ------ | ------ |
| MLS (D1) 8 équipes     | non présentes | non présentes | 8              | 6                | 4             | 2      |        |
| USSF D2 (D2) 9 équipes | 9             | 8             | 5              | Aucune           | Aucune        | Aucune |        |
| USL-2 (D3) 6 équipes   | 6             | 6             | 3              | 2                | Aucune        | Aucune | Aucune |
| PDL (D4) 8 équipes     | 8             | 2             | Aucune         | Aucune           | Aucune        | Aucune |        |
| USASA 9 équipes        | 9             | Aucune        | Aucune         | Aucune           | Aucune        | Aucune |        |
| Total                  | 32            | 16            | 16             | 8                | 4             | 2      |        |